# Jambgi(B), Aurad
Jambgi(B) là một làng thuộc tehsil Aurad, huyện Bidar, bang Karnataka, Ấn Độ.